# Ferrandia robusta
Ferrandia robusta är en spindeldjursart som beskrevs av Roewer 1933. Ferrandia robusta ingår i släktet Ferrandia och familjen Solpugidae. Inga underarter finns listade i Catalogue of Life.